# Озрен (име)
Озрен је мушко име словенског поријекла, у употреби нарочито код Срба и Хрвата.
Настало је од данас застарјелог глагола „озрети се“ (са значењем „погледати“), па има више тумачења. Једно од њих је „онај који има оштар поглед“. Ово име носи и више планина у Србији и Босни, па се као мушко име надијева и дјеци у смислу „да буде снажан и велик као планина Озрен“, што се нарочито примијети у околини Добоја, у Републици Српској, гдје је учесталост овог имена релативно чешћа него на другим подручјима, због близине планине Озрен.
Из овог имена изведена имена су Озренко и Озренка.

## Имењаци у Википедији
- Озрен Боначић, ватерполиста
- Момчило Поповић Озрен, народни херој
- Озрен Солдатовић, измишљени телевизијски лик